# Horne (Friesland)
Horne (ook wel De Horne; Fries: Hoarne) is een buurtschap in de gemeente Leeuwarden, in de Nederlandse provincie Friesland. Horne ligt direct ten noordoosten van het dorp Stiens en bestaat uit enkele boerderijen aan de Harnsterdyk. Binnen de plaatsnaamborden ligt slechts één huis. Net ten noorden daarvan ligt de boerderij de Hornezathe met een mestvergistingsinstallatie waar biogas wordt geproduceerd voor de energievoorziening van onder andere een sportcentrum in Stiens.

## Terp
In de noordoostkant ligt de terp Swaarderterp (Swaard). Deze terp werd vroeger zelfstandige nederzetting aangeduid. De terp bestaat nu uit een groot boerenbedrijf, met de naam Swaarderterp. 

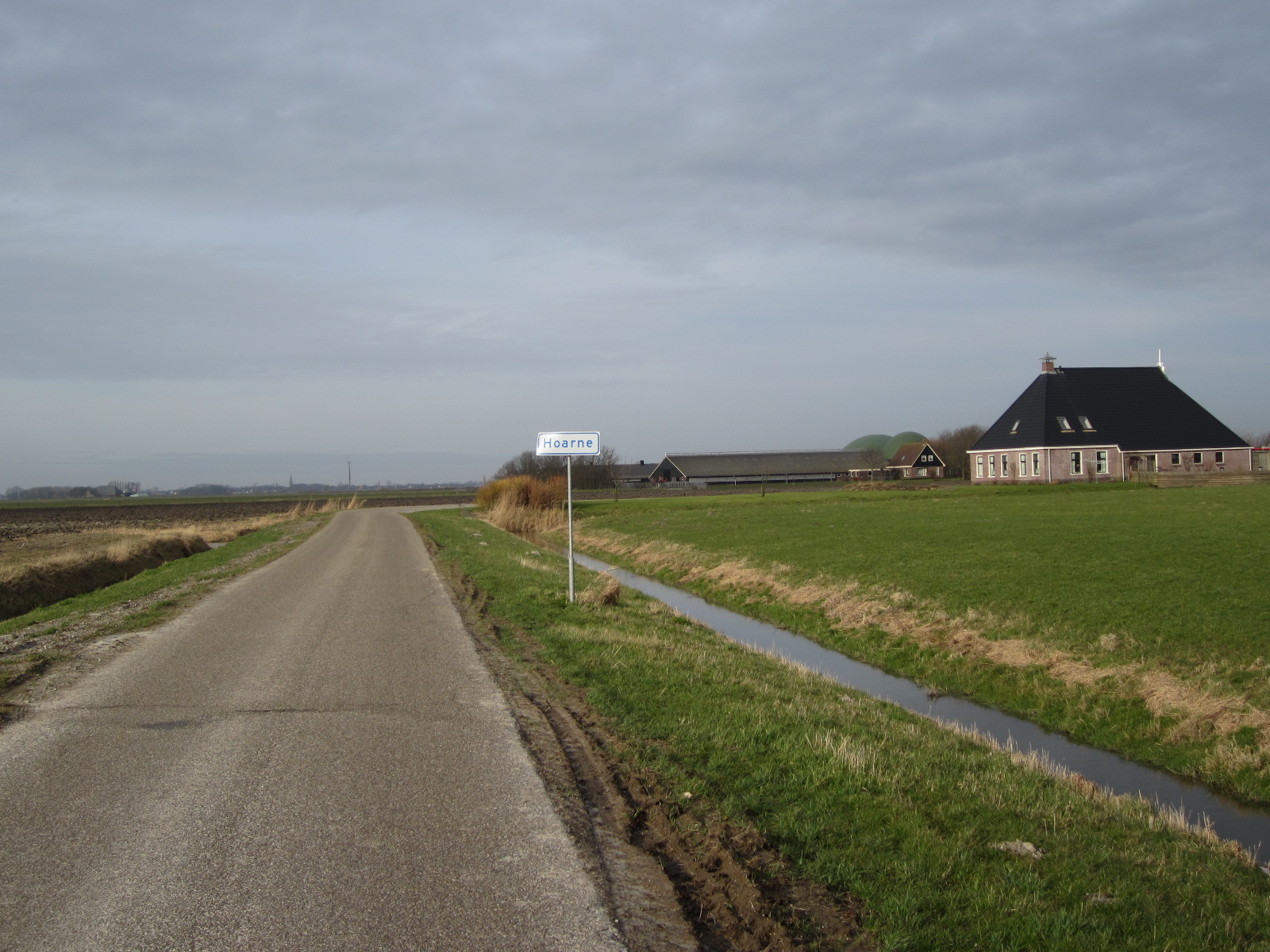
Horne